# Peribaea apicalis
Peribaea apicalis är en tvåvingeart som beskrevs av Robineau-desvoidy 1863. Peribaea apicalis ingår i släktet Peribaea och familjen parasitflugor. Inga underarter finns listade i Catalogue of Life.